# トラヴェルマシン
「トラヴェルマシン」は2010年9月22日にリリースした日本のヒップホップユニット・Hilcrhymeの通算6枚目のシングルである。

## 概要
- 表題曲「トラヴェルマシン」はコナミの音楽ゲームjubeat knit APPENDおよびjubeat plus(iPad用app)に収録されている。
- 初回限定盤のみ、「Hilcrhyme　TOUR2010〜「リサイタル」アンコール＠渋谷AX」の映像が収録されたDVDがつく。

## 収録曲
1. トラヴェルマシン（作詞：TOC、作曲：TOC & DJ KATSU、編曲：DJ KATSU）　（4：36）
Hilcrhyme初の4つ打ちビート。3Verse目で様々な国名が詩に書いてある。PV撮影はスタジオで行われ、グリーンバックを使用し撮影されたという。撮影は9月に行われTOC曰く「凄く暑かった」とのこと。
2. please cry（作詞：TOC、作曲：TOC & DJ KATSU、編曲：DJ KATSU）　（3：30）
インディーズから完成していた曲。1stでもアルバムの熱帯夜にも収録されている。"Hilcrhyme TOUR 2010 リサイタル"でもアコースティックバージョンとして演奏された。

| スタブアイコン | サブスタブ | この項目は、まだ閲覧者の調べものの参照としては役立たない、シングルに関連した書きかけの項目です。この項目を加筆・訂正などしてくださる協力者を求めています（P:音楽/PJ:楽曲）。 |